# لامبورگینی کونتاش
لامبورگینی کونتاش (به ایتالیایی: Lamborghini Countach) (تلفظ: ‎/ˈkuːntɑːʃ/‎) یک خودروی اسپرت وی۱۲ است که توسط خودروساز ایتالیایی لامبورگینی از سال ۱۹۷۴ تا ۱۹۹۰ تولید می‌شد. این خودرو در نسخه مفهومی دارای طراحی بسیار عجیب و غریبی بود که توسط گروه برتونه انجام شده بود. این خودرو برای بار نخست در سال ۱۹۷۰ به نمایش عموم درآمد.
این خودرو در مستند خودروهای اسپورت بین‌المللی دو بار در بخش‌های دهه ۱۹۷۰ و دهه ۱۹۸۰ مورد استفاده قرار گرفته‌است.
در ایران چندین دستگاه کونتاش وجود دارند که معمولاً یا به خارج برده شده‌اند یا نابود شده‌اند. از جمله یک کونتاش طلایی که از قضا در خارج است و به رنگ قرمز درآمده یا کونتاش پهلوی که اکنون در موزه ملی خودرو ایران در سلامت به سر می‌برد. همچنین در اواسط دهه ۱۳۸۰ شمسی یک دستگاه کونتاش با ظاهری شبیه به مدل‌های سالگرد ۲۵ سالگی و با رنگ نارنجی که در کارت آن نامی از لامبورگینی برده نشده و فقط در آن نام کونتاش ذکر شده‌است وارد ایران شد که در آن سال‌ها در نمایشگاه‌های خودرو با قیمتی نزدیک به ۴۰۰ میلیون تومان (که در آن زمان با قیمت یک مرسدس-بنز کلاس-اس برابر بود) قیمت گذاری شده بود. این خودرو اولین خودروی لامبورگینی بود که درهای قیچی‌وار داشت.